# COMNAP
COMNAP (Council of Managers of National Antarctic Programs) är en organisation som samlar de nationella aktörer som verkar i Antarktis, exempelvis svenska Polarforskningssekretariatet. COMNAP:s medlemmar är just sådana institut (eller "program") i de nationer som är konsultativa medlemmar i Antarktisfördraget. I likhet med Scientific Committee on Antarctic Research (SCAR) fungerar COMNAP som rådgivande instans vad gäller rekommendationer och bestämmelser kring Antarktisfördraget.
COMNAP bildades 1988 och har sitt sekretariat i Christchurch i Nya Zeeland. 